# San Saba
San Saba és una població dels Estats Units a l'estat de Texas. Segons el cens del 2000 tenia 2.637 habitants.

## Demografia
Segons el cens del 2000, San Saba tenia 2.637 habitants, 1.008 habitatges, i 680 famílies. La densitat de població era de 565,6 habitants per km².
Dels 1.008 habitatges en un 30,9% hi vivien nens de menys de 18 anys, en un 52,2% hi vivien parelles casades, en un 11,8% dones solteres, i en un 32,5% no eren unitats familiars. En el 30,9% dels habitatges hi vivien persones soles el 18,7% de les quals corresponia a persones de 65 anys o més que vivien soles. El nombre mitjà de persones vivint en cada habitatge era de 2,5 i el nombre mitjà de persones que vivien en cada família era de 3,12.
Per edats la població es repartia de la següent manera: un 27% tenia menys de 18 anys, un 6,5% entre 18 i 24, un 23,7% entre 25 i 44, un 20,1% de 45 a 60 i un 22,7% 65 anys o més.
L'edat mediana era de 39 anys. Per cada 100 dones de 18 o més anys hi havia 79,2 homes.
La renda mediana per habitatge era de 27.758 $ i la renda mediana per família de 31.582 $. Els homes tenien una renda mediana de 24.207 $ mentre que les dones 20.216 $. La renda per capita de la població era de 14.192 $. Aproximadament el 16% de les famílies i el 19,6% de la població estaven per davall del llindar de pobresa.

## Poblacions més properes
El següent diagrama mostra les poblacions més properes.